# Gelat de formatge
El gelat de formatge (anglès: queso ice cream, keso ice cream o cheese ice cream) és un tipus de gelat de les Filipines que té com a ingredient principal cheddar. És un dels gelats tradicionals més comuns i se sol servir acompanyat de boles d'ube, vainilla i xocolata en el cucurull.
També és sovint pres com a entrepà de gelat, sigui amb porcions petites de pandesal o amb pa amb grans de blat de moro, combinació dolça i popular al país coneguda com a mais con queso.